# Іштван Кішш (ватерполіст)
Іштван Кішш (угор. István Kiss, 25 липня 1958) — угорський ватерполіст.
Бронзовий призер Олімпійських Ігор 1980 року.
Срібний призер Чемпіонату світу з водних видів спорту 1982 року.
Бронзовий призер Чемпіонату Європи з водного поло 1981 року.